# Alexander Kerbst
Alexander Kerbst (* 16. August 1964 in Jena) ist ein deutscher Musicaldarsteller und Schauspieler.
Er studierte von 1985 bis 1989 an der Theaterhochschule in Leipzig und absolvierte auf Grund seiner besonderen Fähigkeiten einen Förderkurs für Chanson und Musical bei Jens-Uwe Günther. Schon während seines Schauspielstudiums spielte Alexander Kerbst von 1989 bis 1992 im Berliner Metropol-Theater den Joe in Jule Stynes Musical Manche mögen’s heiß. Zahlreiche Engagements für andere Musicals folgten. So sang er Riff und Action in Bernsteins West Side Story, Barnaby Tucker in Hello Dolly, den Löwen und die Vogelscheuche im Der Zauberer von Oz sowie Hauptrollen in My Fair Lady und Anatevka.
Von 1995 bis 1997 feierte er in Berlin einen großen Erfolg als Bill Snibson in der Inszenierung von Me and My Girl, basierend auf dem Londoner Original von Mike Ockrent. Danach spielte er am Theater des Westens unter Helmut Baumann den Ernst Ludwig in Cabaret. Weitere wichtige Rollen waren der Ché in Andrew Lloyd Webbers Evita und Gabey in Bernsteins On the Town.
In der Spielzeit 2000/2001 war er im Berliner Theater am Kurfürstendamm als Dr. Otto Siedler in Benatzkys Im weißen Rössl zu sehen und gehörte 2001 zur Besetzung von Saturday Night Fever im Musical Dome in Köln. Auf der Wörther See Bühne in Klagenfurth trat Alexander Kerbst im Sommer 2002 erstmals als Falco im Musical Falco meets Amadeus auf. Im Sommer 2003 spielte er den Ché in der Open-Air-Inszenierung von Evita an der Seite von Anna Maria Kaufmann als Evita auf den Freilichtbühnen Deutschlands. 2003 und 2004 war Kerbst bei der Uraufführung des Musicals Das Mädchen Rosemarie in Düsseldorf Mitglied im Ensemble und Cover für Schmitt und Hartog. Im gleichen Jahr spielte er bei den Schlossfestspielen Ettlingen den Kunstkritiker Jussac sowie Richter Barriere in Cole Porters Can-Can.
2005/2006 war Kerbst im Musical Ludwig² in Füssen als Schattenmann, Kaiser Franz Joseph, Graf Dürckheim, Lehrer, Erfinder, Luitpold sowie als Kaspar, Rettenberg und Freiherr von Lutz zu sehen. Neben zwei Tourneen 2005 und 2006, wo er wiederum Falco spielte, trat er im Februar 2007 in der Uraufführung von Daisys König in München als Modezar Rudolph Moshammer auf. 2007/2008 war Alexander mit The Magic Night of Dancing Musicals als Moderator, Solist und künstlerischer Leiter auf Deutschland-Tournee. 2009 ging er mit Markus und Band (Ich will Spaß – Die ultimative NDW-Show) auf große Deutschlandtournee.
2009/10 war er mit Live-Orchester (zusammen mit Thomas Nicolai und Coco Fletcher) mit Die große Nacht der Filmmusik auf Deutschlandtournee. Im Sommer 2011 kehrte Kerbst zur Wiederaufnahme des Musicals Ludwig², dieses Mal in Kempten, zurück, wo er die Erstbesetzung des Freiherrn von Lutz übernahm. 2011/12 spielt er im Theater Plauen-Zwickau in My Fair Lady den Professor Higgins und im Theater Osnabrück in Anything Goes den Moonface Martin. Mit Die Nacht der Musicals war er von 2009 bis 2016 regelmäßig auf Deutschlandtournee und ist dort seit Jahren bei der Entwicklung und Umsetzung neuer kreativer Inhalte mitverantwortlich.
Im Sommer 2012 spielte er im Musical (im Theater Plauen-Zwickau) Hello Dolly den Horace Vandergelder. 2013 engagierte ihn das Theater Trier für die Tanztheater-Produktion Falco – The Spirit Never Dies. Im gleichen Jahr ging er auch als Falco-Darsteller mit Band auf Österreich-Tour. Seit dem 19. Oktober 2013 spielte er am Mittelsächsischen Theater im Musical Das Musikalische Himmelbett (I Do, I Do) die männliche Hauptrolle. 2015 war er, wie schon 2014, wieder mit Die Nacht der Musicals als Solist auf Europatour.
2014 führten ihn Engagements ans Staatstheater Darmstadt (Xavier Naidoos Timm Thaler) und ans Landestheater Eisenach (Im weißen Rößl und Luther – Rebell wider Willen).
Alexander Kerbst ist auch als Regisseur tätig. In der Spielzeit 2014/15 war seine Inszenierung von Offenbachs Orpheus in der Unterwelt im Repertoire des Theaters Trier zu erleben.
2015/16 spielte er abermals im Musical Anything Goes, diesmal am Stadttheater Bremerhaven, die Rolle des Lord Evelyn Oakleigh. In der Spielzeit 2016/17 inszenierte er das Musical Der Glöckner von Notre-Dame in Graz. Im Sommer 2016 spielte er in der Neuinszenierung von Ludwig² in Füssen, alternierend mit Uwe Kröger, die Rolle des Dr. Gudden, weiterhin auch die Rolle des Freiherr von Lutz.
Seit Januar 2017 spielt Kerbst die Hauptrolle in Falco – Das Musical, mit dem er auf Tournee durch Deutschland, Österreich und die Schweiz geht. Im Oktober 2021 war er als Kapitän Pruss Teil des Casts bei der Welturaufführung von Ralph Siegels ZEPPELIN - Das Musical in Füssen. Als Chansonier war er schon zweimal Preisträger bei Gesangs-Wettbewerben (beim Nationalen Brecht-Eisler-Wettbewerb in Berlin sowie beim Bundeswettbewerb Gesang in Berlin, den er 2009 als Jury-Mitglied bei den Finals begleitete). Zusammen mit Stefanie Kock gründete er das Musik-Comedy-Duo Kerbst und Kock.
Im Dezember 2024 war er mit einer konzertanten Aufführung von Ludwig ² – der König kommt zurück auf Gastspiel in Shanghai.
Neben seiner Bühnen-Tätigkeit als Schauspieler, Sänger und Regisseur stand er auch bereits öfter vor der Kamera, so zum Beispiel mit einer Gastrolle in der Action-Serie Lasko – Die Faust Gottes und 2025 als Conférencier in dem Kurzfilm Sekunden in der Ewigkeit.